# 清船町
清船町（きよふねちょう）は、愛知県名古屋市中川区にある町名。現行行政地名は清船町1丁目から清船町5丁目。住居表示未実施。

## 地理
名古屋市中川区の東部に位置し、東に清川町、西に三ツ屋町と上脇町と丸米町と八家町、南に福船町、北に富船町と接する。

### 河川
- 中川運河

## 歴史
- 1930年（昭和5年）3月15日 - 中区篠原町・南区野立町の各一部により、同区清船町として成立[1]。
- 1937年（昭和12年）10月1日 - 中川区編入により、同区清船町となる[1]。

## 世帯数と人口
2019年（平成31年）1月1日現在の世帯数と人口は以下の通りである。
| 町丁   | 世帯数  | 人口  |
| ------ | ------- | ----- |
| 清船町 | 385世帯 | 979人 |

## 学区
市立小・中学校に通う場合、学校等は以下の通りとなる。また、公立高等学校に通う場合の学区は以下の通りとなる。
| 丁目        | 番・番地等 | 小学校                 | 中学校                 | 高等学校 |
| ----------- | ---------- | ---------------------- | ---------------------- | -------- |
| 清船町1丁目 | 全域       | 名古屋市立篠原小学校   | 名古屋市立長良中学校   | 尾張学区 |
| 清船町2丁目 | 全域       | 名古屋市立篠原小学校   | 名古屋市立長良中学校   | 尾張学区 |
| 清船町3丁目 | 全域       | 名古屋市立篠原小学校   | 名古屋市立長良中学校   | 尾張学区 |
| 清船町4丁目 | 全域       | 名古屋市立篠原小学校   | 名古屋市立長良中学校   | 尾張学区 |
| 清船町5丁目 | 全域       | 名古屋市立昭和橋小学校 | 名古屋市立昭和橋中学校 | 尾張学区 |

## 施設
- 名古屋市緑政土木局路政部 西部方面分室
- 県営清船南住宅
- 市営清船荘

## その他

### 日本郵便
- 郵便番号 : 454-0832[WEB 2]（集配局：中川郵便局[WEB 7]）。

### WEB
1. 1 2  “町・丁目(大字)別、年齢(10歳階級)別公簿人口(全市・区別)”.   名古屋市 (2019年1月23日). 2019年1月23日閲覧。
2. 1 2  “郵便番号”.  日本郵便. 2019年2月10日閲覧。
3. ↑  “市外局番の一覧”.   総務省. 2019年1月6日閲覧。
4. ↑  “中川区の町名一覧”.   名古屋市 (2015年10月21日). 2019年2月13日閲覧。
5. ↑  “市立小・中学校の通学区域一覧”.   名古屋市 (2018年11月10日). 2019年1月14日閲覧。
6. ↑  “平成29年度以降の愛知県公立高等学校（全日制課程）入学者選抜における通学区域並びに群及びグループ分け案について”.   愛知県教育委員会 (2015年2月16日). 2019年1月14日閲覧。
7. ↑  郵便番号簿 平成29年度版 - 日本郵便. 2019年02月10日閲覧 (PDF)

### 書籍
1. 1 2  名古屋市計画局 1992, p. 823.